# Charleys Tante (1963)
Charleys Tante ist eine österreichische Filmkomödie  von Géza von Cziffra aus dem Jahr 1963 mit Peter Alexander in der Hauptrolle. Der Film basiert, wie etliche Filme vor ihm, auf der Farce Charleys Tante von Brandon Thomas, die hier in die damalige Gegenwart verlegt wurde.

## Handlung
Bei der Generalversammlung eines großen Wirtschaftssyndikats, zu der der junge Diplomat Dr. Otto Wilder extra aus Südamerika nach Wien gekommen ist, lernt er die attraktive, verwitwete Hauptaktionärin des Unternehmens, Carlotta Ramirez, kennen, von der er sofort sehr angetan ist.
Am Abend desselben Tages schlüpft Otto Wilder in Frauenkleider, um seinem jüngeren Bruder Ralf und dessen Freund Charley einen Gefallen zu tun. Da die beiden für ein Rendezvous mit den zwei attraktiven Schwedinnen Britta und Ulla eine Anstandsdame benötigen, gibt sich Otto als Charleys Tante aus Brasilien aus.
Die Junggesellen geraten aber in Schwierigkeiten, als zunächst Ullas strenger Vater, der auch der Onkel von Britta ist, und dann auch noch Charleys Erzeuger uneingeladen zur Party erscheinen. Ungeniert werben die beiden gesetzteren Herrn um das vermeintliche Rasseweib.
Schließlich kommt auch noch Charleys richtige Tante vorbei, Carlotta Ramirez, welche bemerkt, dass die falsche Tante ihr Kleid trägt, und diese in Verlegenheit bringt. Doch erst als die Party vorbei ist, offenbart Dr. Wilder vor den entsetzten Herren seine wahre Identität. Die Gunst Carlottas hat er ohnehin gewonnen.

## Hintergrund
- Der Film wurde in Wien gedreht, im Studio "Atelier Rosenhügel" der Wien-Film GmbH, sowie an einigen Originalschauplätzen der Stadt.

## Lieder
- Aquarela do Brasil (deutsche Fassung, Peter Alexander)
- Das macht der Jackie nur, wenn der Mond scheint (Peter Alexander) – Anmerkung: Titel wurde 1963 auf der Langspielplatte Piccolo Party veröffentlicht.
- Au, bitte passen sie doch auf (Peter Alexander)

## Kritiken
Die von dem 1,85 Meter großen Peter Alexander gemimte und durch Stöckelschuhe und eine helmförmige Perücke weiter verlängerte „Tante“ wirkte nicht gerade damenhaft, sondern war eher als Witzfigur angelegt. Diese Interpretation der Titelfigur spaltete die Filmkritik:
- Die heftigste Ablehnung kam vom Filmdienst: „Österreichische Variation des harmlosen Verkleidungsschwanks – diesmal zieht ein Diplomat das Damenkostüm an. Eine bodenlos blöde Spießer-Belustigung.“[2]
- Ins gleiche Horn bläst der Evangelische Film-Beobachter: „Zweites Remake der ‚klassischen‘ Verwechslungskomödie, diesmal österreichisch und mit Peter Alexander: banal, platt, frivol und ... abzuraten.“[3]
- Auch die Rheinische Post (1983) kam zu einem negativen Urteil. Geza von Cziffras Inszenierung zeige Peter Alexander „ausgesprochen albern und beschwingt als südamerikanischen Diplomaten in allerlei Verwicklungen“.[4]
- Dagegen befand das Gong-Lexikon: „Peter Alexander löst zwar keine Lachstürme aus, trotzdem ist die Verwechslungskomödie recht amüsant.“[4]
- Der Bund, Bern, kam zu einem noch positiveren Urteil: „Das Spiel ist mit Tempo inszeniert, was dem Film Frische verleiht.“[4]

## Kino-Einspielergebnis
Mit über 1,1 Millionen verkaufter Kinotickets war er im Herbst 1963 ein Filmerfolg. 